# لافينتي سيلاغ
لافينتي سيلاغ هو منافس ألعاب قوى مجري، ولد في 22 مارس 1973 في فيسبرم في المجر.

## وصلات خارجية
- لافينتي سيلاغ على موقع الاتحاد الدولي لألعاب القوى (الإنجليزية)
- لافينتي سيلاغ على موقع أوليمبيديا (الإنجليزية)